# 恋物語 (漫画)
『恋物語』（こいものがたり）は、さいとうちほによる漫画作品。恋愛漫画のオムニバス。『プチコミック』や『Cheese!』など小学館発行の雑誌に掲載される。

## 作品
- チェックイン!（1985年4月）
- くちびるに刃（1988年1月）
- 薄薔薇色にふりつもる（1989年1月）
- 薔薇の実を食べた？（1991年6月）
- 隣のケンタウロス（1991年9月）
- 今宵かぎりのイエスタディ（1992年1月）
- 綺羅星わたる（1992年4月）
- 黄金のモザイク（1992年10月）
- シャングリラの庭で（1993年3月）
- キューピッドの卵（1993年6月～9月）
- キューピッドの降りた夜（1993年12月）
- 永遠の好き（1994年1月)
- ミューズ（1994年12月）
- 北の国の野ばら（1995年1月）
- 真夜中すぎのシンデレラボーイ（1995年3月）
- 暁の姫君（1995年4･5月）
- 死が二人を別つまで（1995年5月）
- とじられた夜（1995年7月）
- Blue ブルー（1995年9月）
- 秘めごとの夏（1996年1月）
- 時計じかけの愛人(アマン)（1996年4月）
- 影-オンブル-（1996年9月）
- 13月のベラドンナ（1997年2月）
- 星なき夜の情事（1997年10月）
- ロミオの名前（1998年6月）
- 休日はパリで（1999年4月）
- キューピッドの不思議な卵（1999年7月）
- 楽園のキス（2000年6月）
- カプリチオな吐息（2000年7月）
- 秋の姫（2001年11月）
- エデンの香り（2002年10月）